# Westin Peachtree Plaza
La Westin Peachtree Plaza est un gratte-ciel d'Atlanta, en Géorgie.
Il est aussi l'un des plus hauts complexes hôteliers au monde. En plus d'être un hôtel de luxe, il abrite un restaurant chic, le Sun Dial.